# Tiamat (istennő)
Tiamat (sumer: „tenger”, eredetileg talán: ti „élet” + ama „anya”) a mezopotámiai mitológiában a sósvizű tenger és az őskáosz nőnemű megtestesítője. Férje Abzu, aki a Tiámatba ömlő folyók képében megtermékenyítette őt, és együtt így hozták létre az első isteneket. Marduk megölte, kettévágta és belőle alkotta meg az eget és a földet.

## Marduk és Tiámat
Abzu, az édesvizek megtestesítője a tengerbe ömlő folyók alakjában megtermékenyítette Tiamatot, és így létrehozták az első istenpárt, Lahmut és Lahamut, a víziszörnyeket, akik így Abzu és Tiámat gyermekei és ők lettek Ansar és Kisar szülei, akik An, az első főisten, az „istenek atyja” szülei, aki Enki apja, aki pedig Marduk apja lett.
Az istenek új nemzedéke azonban zavarta Abzu és Tiamat nyugalmát, ezért elhatározták, hogy elpusztítják Lahmut és Lahamut. Apszú terveket szőtt erről tanácsosával Mummuval. Enki azonban elaltatja Abzut és megöli, Tiamattal azonban nem boldogult sem ő, sem a többi isten. 
Ekkor a sumer teremtés-eposz szerint először An, majd egy későbbi változatban Enlil, a babiloni változat szerint pedig Marduk elvállalta a Tiamattal való megmérkőzést azzal a feltétellel, hogy az istenek ezután őt ismerik el vezérüknek. An/Enlil/Marduk győzött, kettévágta Tiamat testét és megalkotta belőlük az eget és a földet.

## A görög korban
Bérósszosz művében Thalatth néven szerepel, így a görög mitológiába is beépült, mint a tengerek, nagyobb vizek, mélységek istene.

## Fordítás
- Ez a szócikk részben vagy egészben  a   Tiamat című angol Wikipédia-szócikk fordításán alapul.  Az eredeti cikk szerkesztőit annak laptörténete sorolja fel. Ez a jelzés csupán a megfogalmazás eredetét és a szerzői jogokat jelzi, nem szolgál a cikkben szereplő információk forrásmegjelöléseként.